# سوریگائو شمالی
سوریگائو شمالی یا سوریگائو دل نورته (Surigao del Norte) یکی از استان‌های کشور فیلیپین است. این استان در جنوب خاوری این کشور قرار گرفته‌است و بخشی از جزیره میندانائو به شمار می‌رود.
مرکز این استان شهر سوریگائو سیتی است. جمعیت آن بیش از سیصد و هفتاد هزار نفر است. مساحت این استان هزار و نهصد نصد کیلومتر مربع است.

## نگارخانه

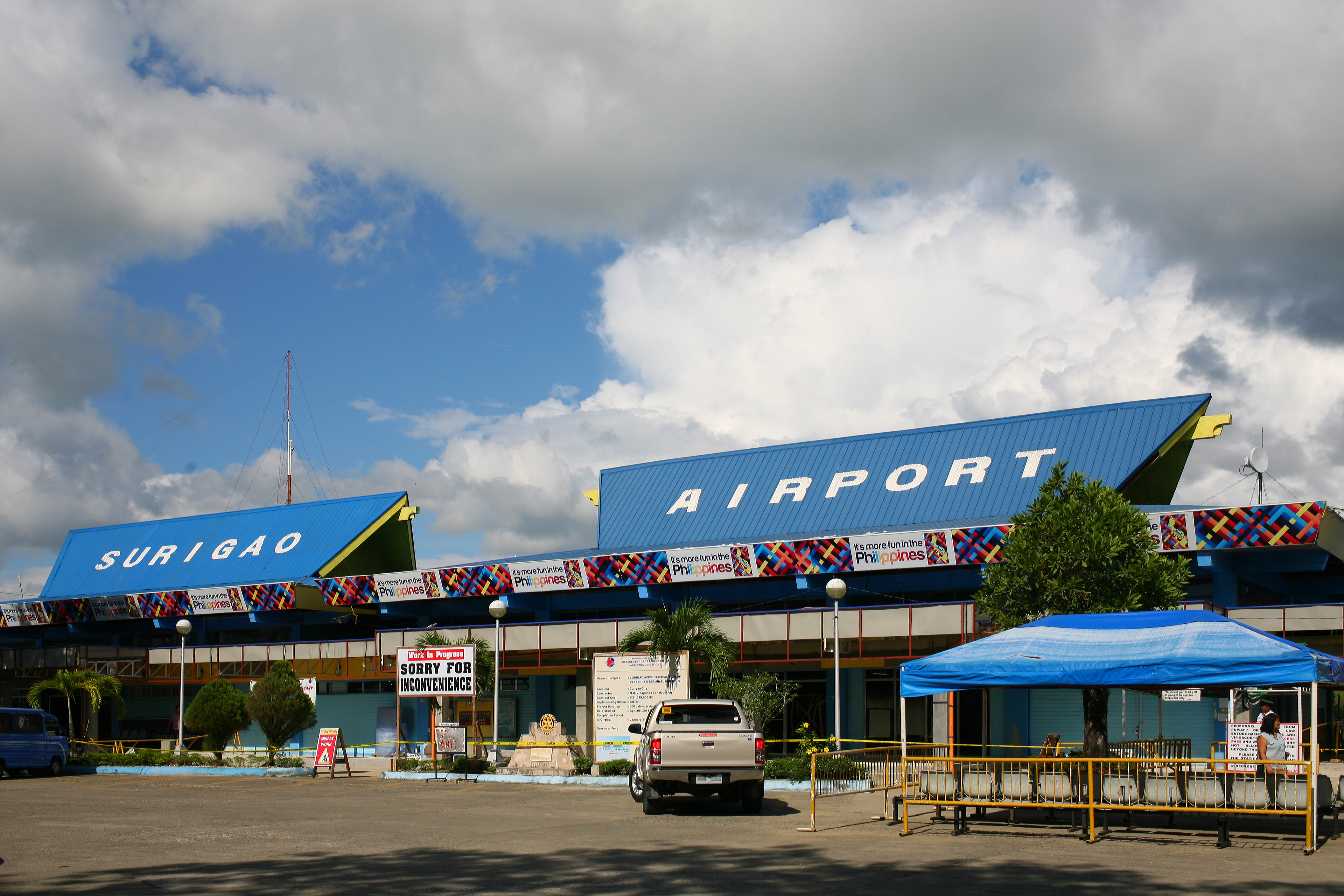
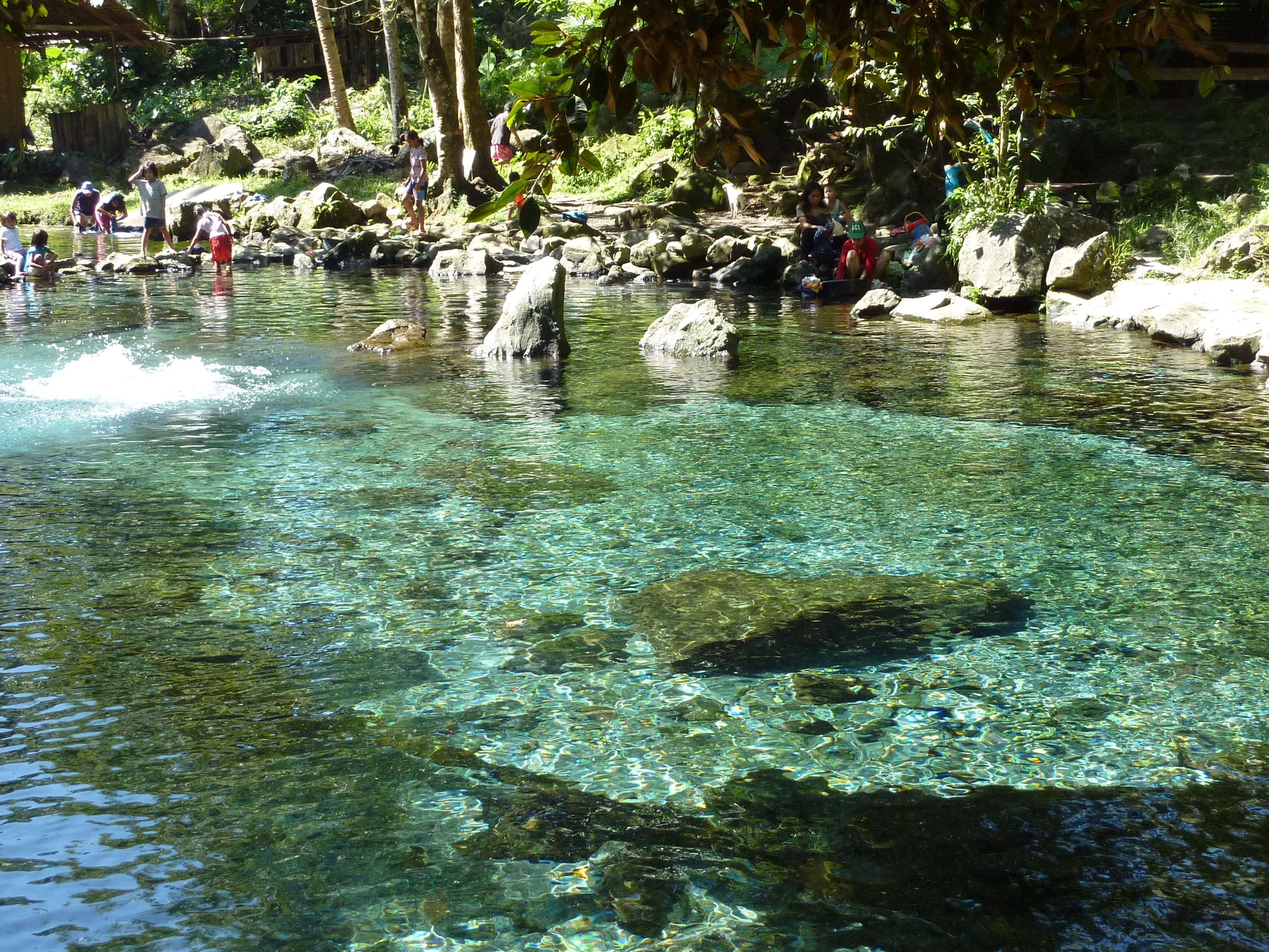